# Tribunal Suprem d'Irlanda
El Tribunal Suprem d'Irlanda (en gaèlic irlandès: Cúirt Uachtarach na hÉireann) és la màxima autoritat judicial d'Irlanda. És un tribunal d'última instància i exerceix, juntament amb el Tribunal d'Apel·lació i el Tribunal Superior, la revisió judicial de les lleis del Oireachtas (Parlament irlandès). L'Alt Tribunal també té jurisdicció d'apel·lació per a garantir el compliment de la Constitució d'Irlanda per part dels òrgans governamentals i els ciutadans particulars. Es reuneix en els Four Courts de Dublín.